# Галерија грбова Шпаније
Галерија грбова Шпаније обухвата актуелни грб Шпаније, њене историјске грбове, као и грбове њених 19 аутономних заједница.

## Актуелни грб Шпаније
- Грб
 Краљевине Шпаније
 (1981-данас)
- Грб
 Шпанског монарха

## Историјски грбови Шпаније
- Грб
 Кастиљске круне
 (1230–1516)
- Грб
 Хабсбуршке Шпаније
 (1516–1700)
- Грб
 Бурбонске Шпаније
 (1700–1808)
- Грб
 Наполеонова Шпаније
 (1808–1813)
- Грб
 Обновљене Шпаније
 (1814–1873)
- Грб
 Прве (1873—1874) и
 Друге (1931–1939)
 шпанске републике
- Грб
 Шпанске рестаурације
 (1874–1931)
- Грб
 Шпаније
 (1939-1981)

## Аутономне заједнице Шпаније
- Грб
 Андалузије
 (1982)
- Грб
 Арагона
 (1499)
- Грб
 Астурије
 (1984)
- Грб
 Балеарских острва
 (14. век)
- Грб
 Баскије
 (1978)
- Грб
 Валенсијанске Покрајине
 (1984)
- Грб
 Галисије
 (15. век)
- Грб
 Екстремадуре
 (1985)
- Грб
 Канарских острва
 (1982)
- Грб
 Кантабрије
 (1985)
- Грб
 Кастиље и Леона
 (1230)
- Грб
 Кастиље-Ла Манче
 (1983)
- Грб
 Каталоније
 (12. век)
- Грб
 Мадридске покрајине
 (1983)
- Грб
 Мурсије
 (1982)
- Грб
 Наваре
 (1212)
- Грб
 Риохе
 (1957)

## Аутономни градови Шпаније
- Грб
 Мелиље
 (1913)
- Грб
 Сеуте
 (15. век)